# United States Sixth Fleet

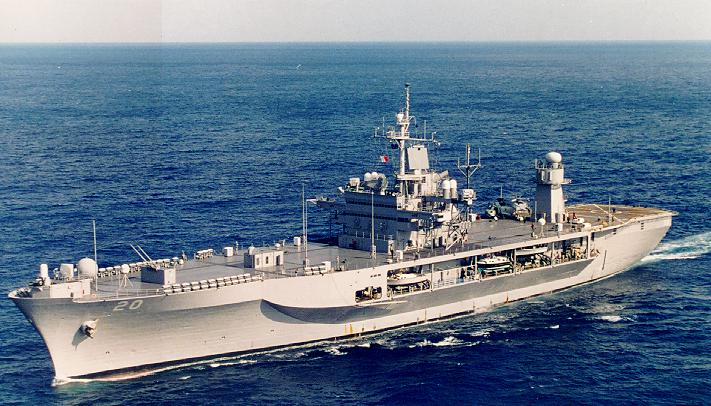
USS "Mount Whitney" (LCC-20) Okręt flagowy VI. Floty

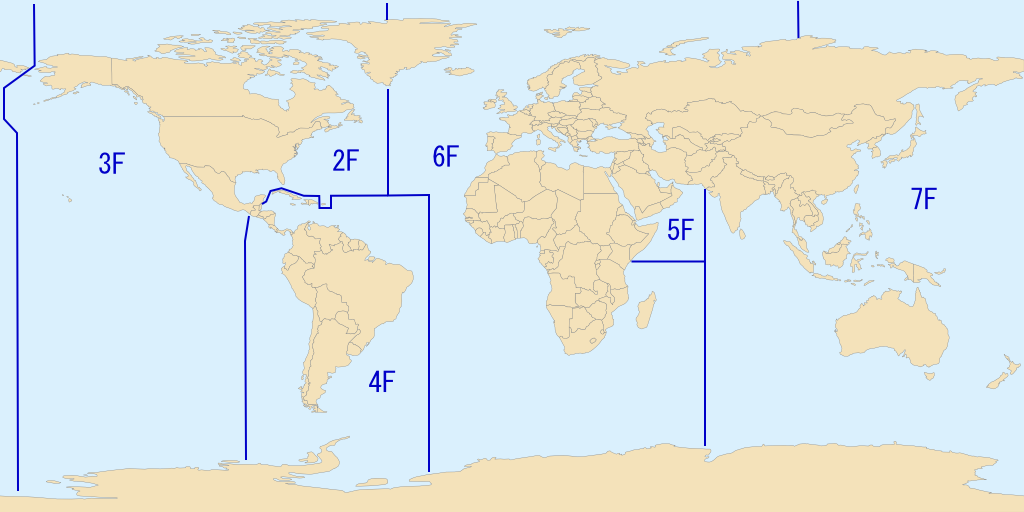
Strefa odpowiedzialności VI Floty (2009)

United States Sixth Fleet (VI Flota Stanów Zjednoczonych) – związek operacyjny Marynarki Wojennej Stanów Zjednoczonych, stacjonujący na Morzu Śródziemnym.
Jej okrętem flagowym jest okręt dowodzenia USS "Mount Whitney" (LCC-20), którego portem macierzystym jest baza NATO we włoskiej Gaetcie. Punktem oparcia VI Floty na Morzu Śródziemnym jest jednak wspólna hiszpańsko-amerykańska baza w Rocie w pobliżu Cieśniny Gibraltarskiej.
W skład VI. Floty wchodzi około 40 okrętów, 175 samolotów i 21 000 ludzi. 
Formalnie podlega dowództwu United States Naval Forces Europe. Jej dowódcą jest wiceadmirał John Dickson Stufflebeem.

## Historia
Już na początku XIX wieku marynarka wojenna Stanów Zjednoczonych utrzymywała swoją obecność na wodach Morza Śródziemnego, zwalczając piratów berberyjskich, którzy zagrażali bezpieczeństwu żeglugi handlowej na tym obszarze.
W 1946 prezydent USA Harry Truman wysłał pancernik USS "Missouri" (BB-63) w rejon wschodniego basenu Morza Śródziemnego w celu powstrzymana radzieckiego zagrożenia dla Turcji i Iranu. Zespół wsparcia tej operacji, składający się z niszczycieli i krążowników został nazwany Naval Forces Mediterranean. Stacjonował w gotowości bojowej w Zatoce Neapolitańskiej. Od 1950 oficjalnie nazywany VI Flotą.
W czasie wojny sześciodniowej w 1967 operowała ona u wybrzeży Izraela.
Mario Scaramella ujawnił, że w 1970, w ramach największych w historii marynarki radzieckiej ćwiczeń o kryptonimie Okiean, radziecki okręt podwodny K-8 w celu zablokowania VI Floty postawił w Zatoce Neapolitańskiej zaporę z 20 min nuklearnych.
VI Flota brała udział m.in. w operacji NATO w Kosowie w 1999.

## Misja
Operacyjnie podlega dowództwu amerykańskiej marynarki wojennej i jednocześnie natowskiemu dowództwu Joint Force Command Naples jako jego grupa uderzeniowa (COMSTRKFORNATO Commander Striking Forces NATO).

## Struktura
VI Flota składa się z zespołów operacyjnych (task forces). Każdy z nich jest powołany dla wypełnienia określonych zadań i podlega bezpośrednio dowódcy floty. Każdy zespół marynarki amerykańskiej wpływający na Morze Śródziemne automatycznie przechodzi pod dowództwo VI Floty.

### Task Force 60 Battle Force
Commander, Destroyer Squadron Six Zero (COMDESRON SIX ZERO) utworzony 19 lutego 2003 jako eskadra niszczycieli, stacjonująca w Gaetcie.
W jego skład wchodzą też oddziały piechoty morskiej Marines, formacje SEAL, okręty podwodne i samoloty.
Głównym jej zadaniem jest konwojowanie amerykańskich lotniskowców, wchodzących na Morze Śródziemne, tworząc w ten sposób zespół lotniskowców. Zabezpiecza też porty wojenne od strony lądu.

### Task Force 61, Amphibious Assault Force
Task Force 61 jest jednym z zespołów desantowych (Amphibious Ready Group (MARG)). Składa się z 3 okrętów desantowych.
Przeznaczona jest do dokonania i osłaniania desantu morskiego na wybrzeżu wroga.

### Task Force 62, Landing Force (Marine Expeditionary Unit)
Task Force 62 to zespół desantowy, składający się z Morskiej Jednostki Ekspedycyjnej, w sile 1 800 żołnierzy MARINES. Wyposażony w artylerię i helikoptery transportowe, przeznaczony jest do wykonania pierwszego uderzenia na terytorium wroga.

### Task Force 63 Logistics Force
Task Force 63 to zespół wsparcia logistycznego. Składa się z tankowców, okrętów naprawczych i transportowych. Jego zadaniem jest utrzymanie łączności z resztą floty po dokonaniu desantu, w celu zaopatrzenia jednostek.

### Task Force 64 Strategic Missile Deterrence
Task Force 64 to zespół odstraszania strategicznego - 16 Eskadra Okrętów Podwodnych. W skład stacjonującej w amerykańsko-hiszpańskiej bazie Naval Station Rota eskadry, wchodziły okręty podwodne typów Lafayette, James Madison oraz Benjamin Franklin - nosiciele strategicznych pocisków balistycznych SLBM Polaris i Poseidon. Na podstawie jednak umowy z Hiszpanią z 1976 roku, baza macierzysta 16 eskadry została w 1979 roku przeniesiona do Naval Submarine Base Kings Bay na wschodnim wybrzeżu Stanów Zjednoczonych.

### Task Force 67 Land-Based Maritime Patrol Aircraft
Task Force 67 składa się z samolotów zwiadu morskiego. Jego zadaniem jest śledzenie nieprzyjacielskich okrętów podwodnych, stawianie min, itp.

### Task Force 68, Maritime Force Protection Force
Utworzony w 2005, zespół ochrony antyterrorystycznej VI. Floty.

### Task Force 66/69 Submarine Warfare
Task Force 66/69 to zespół okrętów podwodnych odpowiedzialny za zwalczanie okrętów nieprzyjacielskich.